# Володимир Чантурія
Володимир Чантурія (груз. ვლადიმერ ჭანტურია, нар. 1 липня 1978, Поті, Самегрело-Земо-Сванеті, Грузія) — грузинський боксер, бронзовий призер Олімпійських ігор 2000 року.

## Любительська кар'єра
Чемпіонат світу 1997 
- 1/8 фіналу. Програв Кая Браннкарру (Фінляндія) 6-16

 Олімпійські ігри 2000 
- 1/8 фіналу. Переміг Мустафу Амру (Єгипет) RSC
- 1/4 фіналу. Переміг Руслана Чагаєва (Узбекистан) 18-12
- 1/2 фіналу. Програв Султану-Ахмед Ібрагімову (Росія) 4-19

 Чемпіонат світу 2001 
- 1/8 фіналу. Програв Чабу Картушу (Угорщина) DQ

## Професійна кар'єра
2006 року спортсмен розпочав кар'єру в професійному боксі. На початку боксував переважно в Грузії та з грузинськими боксерами. У дев'ятому поєдинку став чемпіоном Грузії у важкій вазі. Після цього брав участь у вечорах боксу, що проводилися в Україні. 18 листопада 2008 року зазнав єдиної поразки у кар'єрі. Він поступився рішенням суддів українцю Володимиру Лазебніку. Опісля провів ще один бій у 2010 році, нокаутувавши в першому раунді угорського боксера.
 Таблиця боїв 
| 13 Перемог (9 нокаутом, 4 за рішенням суддів), 1 Поразка (0 нокаутом, 1 за рішенням суддів), 1 Не відбувся |          |                     |        |            |                   |                                       |          |
| Результат                                                                                                  | Рекорд   | Суперник            | Спосіб | Раунд, час | Дата              | Місце проведення                      | Примітки |
| Перемога                                                                                                   | 13–1 (1) | Шандор Фаргаш       | TKO    | 1 (6)      | 8 травня 2010     | Holiday Inn, Белфаст, Велика Британія |          |
| Поразка | 12–1 (1) | Володимир Лазебнік  | UD     | 8          | 15 листопада 2008 | Палац спорту, Київ                    |          |
| NC | 12–0 (1) | Андрій Руденко      | ND     | 8 (8)      | 27 вересня 2008   | Палац спорту, Київ                    |          |
| Перемога                                                                                                   | 12–0     | Паата Берікашвілі   | TKO    | 6 (8)      | 5 липня 2008      | Палац спорту, Одеса                   |          |
| Перемога                                                                                                   | 11–0     | В'ячеслав Щербаков  | RTD    | 2 (6)      | 17 травня 2008    | Локомотив, Харків                     |          |
| Перемога                                                                                                   | 10–0     | Михайло Руцький     | TKO    | 4 (6)      | 19 квітня 2008    | Палац спорту, Київ                    |          |
| Перемога                                                                                                   | 9–0      | Давид Гегешидзе     | KO     | 6 (10)     | 15 березня 2007   | Тбілісі, Грузія                       |          |
| Перемога                                                                                                   | 8–0      | Паата Берікашвілі   | PTS    | 4 (4)      | 8 лютого 2007     | Палац спорту, Тбілісі                 |          |
| Перемога                                                                                                   | 7–0      | Нукрі Габіташвіли   | KO     | 3 (8)      | 20 листопада 2006 | Шато Холл, Горі                       |          |
| Перемога                                                                                                   | 6–0      | Імеда Сібашвілі     | KO     | 2 (8)      | 28 жовтня 2006    | Палац спорту, Тбілісі                 |          |
| Перемога                                                                                                   | 5–0      | Георге Карамнішвілі | PTS    | 6 (6)      | 14 жовтня 2006    | Палац спорту, Вазіані                 |          |
| Перемога                                                                                                   | 4–0      | Зураб Луашвілі      | PTS    | 8 (8)      | 1 жовтня 2006     | Палац спорту, Вазіані                 |          |
| Перемога                                                                                                   | 3–0      | Арчіл Хурошвілі     | PTS    | 8 (8)      | 27 серпня 2006    | Палац спорту, Вазіані                 |          |
| Перемога                                                                                                   | 2–0      | Зураб Шатакішвілі   | KO     | 4 (6)      | 3 серпня 2006     | Палац спорту, Вазіані                 |          |
| Перемога                                                                                                   | 1–0      | Кахабер Чубінідзе   | KO     | 1 (6)      | 23 липня 2006     | Палац спорту, Вазіані                 |          |